# Diluvi (Polònia)
A la història de Polònia i de Lituània, el Diluvi (en polonès, Potop o Potop szwedzki; en lituà, Švedų tvanas; « Diluvi suec ») fa referència a una sèrie de guerres al mig i al final del segle xvii que deixa la República de les Dues Nacions, la unió de Polònia i de Lituània, en ruïnes.
En un sentit estricte, el Diluvi es refereix a la invasió i a l'ocupació per Suècia de Polònia-Lituània de 1655 a 1666. En un sentit més ampli, s'aplica a una sèrie de revessos que va començar amb l'alçament de Khmelnitski a Ucraïna iniciat l'any 1648 i acabat cap a final de 1667.
Abans del Diluvi, la República de les Dues Nacions era, en superfície, l'Estat més gran d'Europa (sense comptar el discontinu Sacre Imperi Romanogermànic, unió fragmentada de trossos d'Estats). Polònia-Lituània disposava d'una poderosa armada i era una potència continental. Durant la successió de guerres d'aquest període, va perdre un terç de la seva població, una gran part del seu territori i el seu estatus de potència regional.